# شربونو
جاك أوغست شَرْبُونُّو (بالفرنسية: Auguste Cherbonneau)‏ Jacques Auguste Cherbonneau (1228 - 1299 ه‍ـ / 1813 - 1882 م) هو مستشرق فرنسي.
أخذ العربية عن دي ساسي وكوسان دي برسفال. من آثاره: «معجم عربي فرنسي» ، و نشر أمثال لقمان مع ترجمتها إلى الفرنسية.